# HD 197734
HD 197734，又名BD+60 2154，SAO 18998、HR 7938，是一颗恒星，视星等为6.15，位于銀經96.66，銀緯11.16，其B1900.0坐标为赤經20h 40m 31.6s，赤緯+60° 11.16′ 27″。